# Леони, Леоне

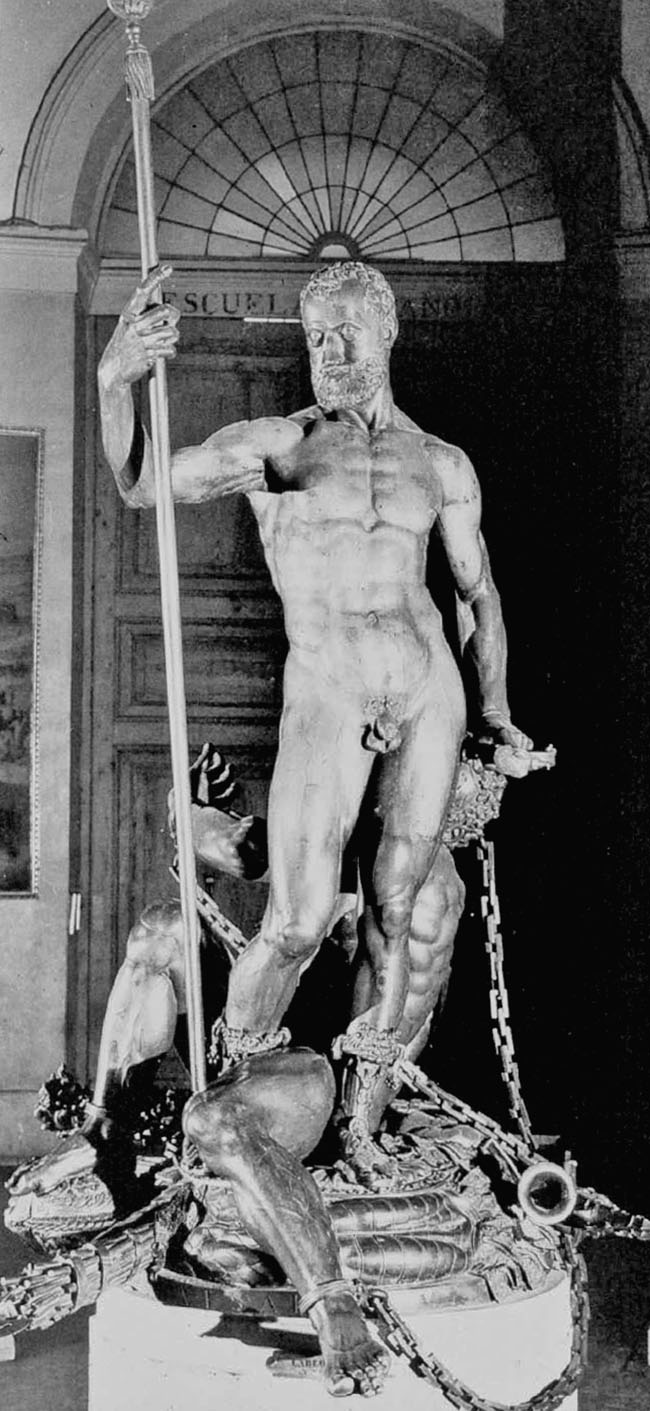
Антикизирующая статуя Карла V, попирающего Ужас

Леоне Леони (итал. Leone Leoni; 1509-89) — итальянский медальер, скульптор и золотых дел мастер, один из самых авторитетных и высокооплачиваемых мастеров эпохи маньеризма.

## Биография
Большая часть жизни Леони была связана с миланским монетным двором, который чеканил монету для императора Карла V. Он занимался медальерным искусством по заказам испанского королевского двора, выполнил множество портретных изображений членов императорского семейства, зачастую насыщенных аллегорическими мотивами.
Из произведений Леоне в историю искусства вошли огромные позолоченные бронзовые фигуры для алтаря работы Эрреры в Эскориале и выставленная в музее Прадо бронзовая статуя Карла V в виде нагого античного героя с накладным панцирем. Идеализированный император попирает закованного в цепи атлета, символизирующего Фурор, или ужас. Бюст Карла V находится в венском Музее истории искусств.
Миланцам хорошо известны выполненное Леоне надгробие Джанджакомо Медичи в городском соборе и «дом с атлантами», выстроенный Леоне для своего семейства в 1565-70 гг. В этом здании, которым восхищался ещё Вазари, хранились собранные Леоне произведения великих современников, включая Микеланджело и Леонардо. После смерти Леоне его дом и мастерская перешли к сыну Помпео.
Учеником мастера в Милане стал известный медальер и ювелир Гаспаро Мола.